# Sabbat (Vampiro: la mascarada)
El Sabbat es una de las sectas del juego de rol Vampiro: la mascarada. Se simboliza con un Ankh invertido y con pinchos. Son enemigos de la Camarilla. Su poder está centrado en España, Europa Oriental, Latinoamérica, especialmente México, y la costa Este de los Estados Unidos, así como los estados del sur. Sabbat también se usa para referirse a los miembros de la secta.

## Ideología
La monstruosa secta conocida como el Sabbat es la archienemiga de la Camarilla. Considerado como un grupo de irreflexivos salvajes y demonios sanguinarios por la Camarilla y los clanes independientes, el Sabbat tiene muy mala reputación en la sociedad de los Condenados, y con buenos motivos. Pero no por las razones que alegan otros Vástagos. Mientras los vampiros de la Camarilla abogan por ocultarse entre los mortales y mantener los ruinosos vestigios de su Humanidad, el Sabbat favorece una filosofía distinta. No satisfechos con ocultarse como perros apaleados de los humanos, ni con actuar como peones en los planes de sus mayores, los vampiros del Sabbat prefieren recrearse en su naturaleza no muerta.
La Ideología del Sabbat se centra en un simple precepto: se busca la libertad, y la libertad se alcanza por medio de la lealtad. Cada miembro tiene el derecho a hacer lo que le plazca, pero siempre debe tener a la secta por encima de sí mismo. Lo más cercano a una formalización de esto es el Código de Milán, un reunión de las reglas básicas que debería seguir cada Sabbat.
Las dos ideas que siguen en importancia son que o se está con ellos o contra ellos, nadie es neutro, y que al ser el vampirismo un estado superior a la humanidad, los Sabbat deben dejar su humanidad de lado, abrazar a la Bestia y dominar a los humanos como el rebaño que son.
También creen que el poder siempre debe pertenecer al más apto, no a los normalmente incompetentes antiguos, como sucede en la Camarilla, y que nadie debe ser respetado o despreciado por su linaje.

### La Gehenna y los Antediluvianos
Los Sabbat creen de forma casi fanática en los mitos de la Estirpe, especialmente en la Gehenna y los Antediluvianos. Creen que su deber es destruir a los Antediluvianos, para prevenir la Gehenna mientras es posible, y así salvar a los Cainitas de su inminente destrucción. En este momento se cree que los dos clanes del Sabbat, los Lasombra y los Tzimisce han logrado destruir a sus fundadores (Realmente los Tzimisces creen haberlo hecho, pero su fundador sigue con vida y del fundador de los Lasombra, hay muchas teorías de su posible "existencia", debido a extrañas apariciones y sucesos que hacen clara y directa referencia a él). Los demás clanes tratan de seguir sus pasos.

## Organización
Aunque posee organización, el Sabbat es caótico, y es más que normal que los miembros hagan lo que les parece de una forma u otra. 
Los nombres de los diferentes cargos son referentes a cargos eclesiásticos. Esto es una burla, además de que antes los Lasombra tenían una gran relación con la Iglesia medieval.
La organización depende de las manadas, grupos de vampiros que conviven bajo el mando de un Ducti(el menor cargo existente) y un sacerdote (guía espiritual de la manada). Sin las manadas el Sabbat sería poco más que un montón de vampiros sin líder, ni organización, ni poder. La lealtad dentro de una manada está asegurada por la Vaulderie. Este ritual consiste en que cada miembro de la manada pone sangre propia en un cáliz, y luego todos beben de él, formando un Vinculum, una forma menor de Vínculo de Sangre, entre los participantes.
Se suele llamar a las ciudades Archidiócesis, y se la separa en varias Diócesis. Las primeras controladas por un Arzobispo, las otras por un Obispo. Luego siguen los Prisci (sing. Priscus), y los Cardenales.
El máximo líder de la secta es el Regente. Es el vampiro más poderoso de las secta. Hasta ahora solo hubo cuatro regentes, tres Lasombra(incluyendo al actual) y un Tzimisce.

### Rituales
Los Sabbat poseen varios Auctoritas Ritae, rituales que deben hacer todas las manadas. Los más comunes son la Vaulderie y los Ritos de Creación. Hay trece en total, y muchos incluyen sacrificios y fuego entre otras cosas.
Muchos confunden los ritos de Creación con la práctica común de la secta de raptar personas y abrazarlas en masa enterrándolas bajo tierra tras golpearlas en la cabeza con una pala, esperando que por el acto de despertar en un frenesí violento enterrado en una fosa común lleno de bestias hambrientas de sangre la humanidad de los mismos disminuya lo suficiente como para serles de utilidad al Sabbat. La verdad es que para convertirse en un verdadero sabbat el proceso es mucho más complicado, aquellos vampiros que dependen de sus sires como sus juguetes personales o aquellos que fueron abrazados a través del abrazo en masa pertenecen a la secta como no-vampiros, de modo que cualquier vampiro tiene el derecho de abusar o incluso eliminarlos por diversión, capricho o necesidad, oficialmente no son parte de la secta, aunque generalmente el sabbat mismo se ocupa de lanzar hordas de cabezas de pala contra sus enemigos durante los asedios, lo que les hace pensar a estos que su enemigo es muy numeroso pero débil, la verdad es que los Sabbat partícipes de la secta son menos y bastante más curtidos por las constantes prácticas bélicas de la secta. El verdadero rito de creación marca la transición a la adultez del vampiro dentro del Sabbat, ingresando en aquel motivo a la manada y participando por primera vez de forma completa en la Vaulderie.
Cada manada posee sus propios rituales, llamados Ignoblis Ritae. Estos son infinitamente variados. Suelen ser hechos en días específicos o en honor a un suceso o individuo.

### La Mano Negra
La Mano Negra es un grupo secreto dentro del Sabbat. Aunque su existencia es conocida dentro del Sabbat, pocos fuera del grupo saben realmente quienes son y que hacen. Lo vástagos de fuera del Sabbat no saben nada de la Mano Negra, ni están seguros de su existencia.
Realmente es una especie de grupo de fuerzas especiales. Se ocupa de debilitar a la Camarilla mediante sabotaje y asesinato selectivo.
En su mayoría los integrantes de la Mano Negra son Assamitas

## Situación actual
Los '90 vieron un gran aumento en la actividad Sabbat en Norteamérica, manteniendo un fuerte control sobre Latinoamérica, y con grandes enfrentamientos entre la Camarilla y el Sabbat azotando ambas costas de Estados Unidos y otras zonas de América y Europa. 
En 1998, Giangaleazzo, el Arzobispo Lasombra de Milán, traicionó a la Secta uniéndose a la Camarilla y rindiendo la ciudad con la muerte de importantes cainitas y la destrucción del código de Milán original. Un año después comienzan en Sudamérica una serie de importantes atentados contra figuras del Sabbat. En marzo de 1999 el Arzobispo de Lima descubre que todos los Sabbat del Callao fueron eliminados. Tiempo después el mismo Arzobispo desaparece. No mucho después el Arzobispo Tzimisce de Guatemala Xipe Totec sufre un atentado a mano de una manada enloquecida. Detrás de los atentados se oculta el regreso de Vampiros Precolombinos como los Tlacique.
En una reunión de la Secta en Atlanta en 1999 con importantes miembros de varias facciones de Europa y América se planea una gran cruzada en la Costa Este de Estados Unidos, se conquista Atlanta, Washington D. C., Savannah, Columbia, Charleston, Raleigh, Wilminton, Norfolk y Richmond. Poco después gracias al retiro de los Gangrel de la Camarilla el Sabbat se apodera definitivamente de Buffalo. A fines de ese mismo año la Camarilla contraataca con una fuerza inimaginable tomando Nueva York y Miami, el Sabbat intenta vengarse tomando Boston, pero fracasa, de todas formas el ex-arzobispo de Nueva York Francisco de Polonia se proclama Cardenal de la Costa Este. 
El 2000 durante la celebración de la Palla Grande Melinda Galbraith, la regente del Sabbat, es asesinada, un joven Tzimisce, Zachary Sichorsky, encuentra muerta a la Regente y toma su aspecto para evitarse problemas, dos años después el Consistorio se percata del fraude y la secta se divide en apoyar a tres cainitas con un serio peligro de entrar en una Cuarta Guerra civil Sabat.
En el resto del mundo el poder de la Secta es escaso. Al igual que el resto de la Estirpe no han logrado avances importante en Asia aunque mantienen algunas manadas nómadas en indochina y dos manadas en Tokio, encargadas más que nada de espiar a los catayanos. Su presencia en Europa es poca, salvo España, algunas partes de Italia (especialmente Sicilia), las que constituyen las tierras ancestrales del clan Lasombra, y aquellas zonas de Europa Oriental que se reconocen como la tierra natal del Clan Tzimisce, como Hungría, Eslovaquia, Rumanía, Bulgaria y Ucrania, aunque la mayor parte del antiguo clan tzimisce pertenecen al Sabbat sólo nominalmente.